# صوان (الطويلة)
صوان هي إحدى قرى عزلة الضلاع الاسفل بمديرية الطويلة التابعة لمحافظة المحويت، بلغ تعداد سكانها 404 نسمة حسب تعداد اليمن لعام 2004.